# Park 1813

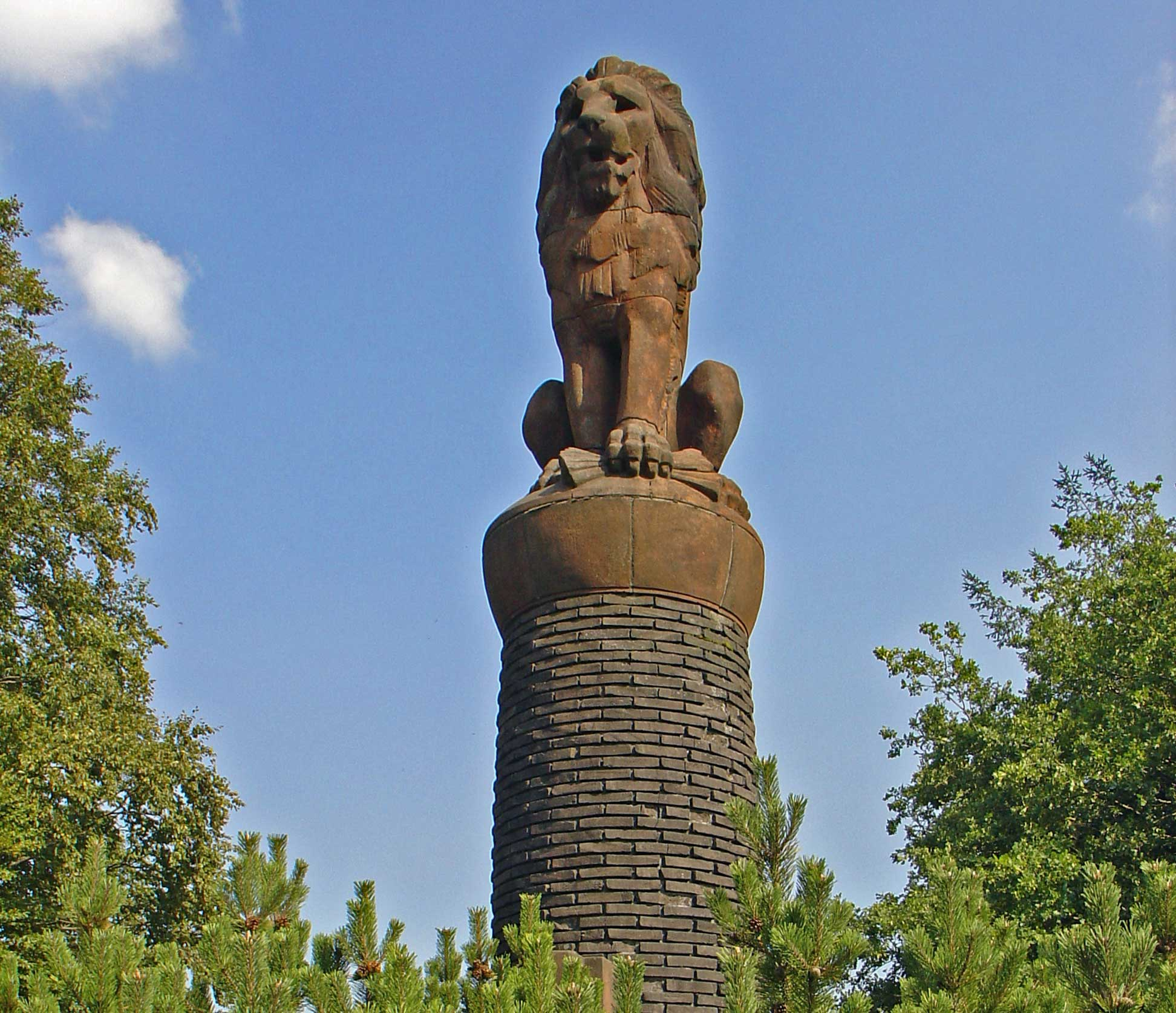
Monument Park 1813 Lemelerberg

Park 1813 is een door Pieter Wattez ontworpen en door de Oranjebond van Orde aangelegd park op de Lemelerberg in de Nederlandse provincie Overijssel, ter herdenking van het honderdjarig bestaan van de onafhankelijkheid van Nederland.
De Oranjebond van Orde verwierf ontginningsgebieden in de provincies Drenthe, Overijssel, Gelderland en Noord-Brabant om daar verpauperde arbeiders uit de steden te laten werken. Het belangrijkste doel was daarbij een tegenwicht te vormen tegen de sociaaldemocratie. In Overijssel verwierf de bond, met financiële ondersteuning van de Kwartguldenvereniging, gronden bij de Lemelerberg. Rond 1913 werd hier een park aangelegd ter herinnering aan de bevrijding van Nederland van de Fransen een eeuw daarvoor. Het park kreeg dan ook de naam Park 1813.
In 1916 kon, zo berichtte de NRC, eenieder voor ƒ 10 een boom planten in het Park 1813 en die noemen naar een geschiedkundig persoon, naar een gestorven familielid of naar zichzelven.
Bij de opheffing van de Oranjebond van Orde in 1923 werden de bezittingen overgedragen aan de Nederlandse Heidemaatschappij. Bij de overdracht aan de Heidemaatschappij had de Oranjebond van Orde de uitdrukkelijke voorwaarde gesteld dat het Park 1813 op de Lemelerberg naar de oorspronkelijke bedoeling afgewerkt zou worden en onder dezelfde benaming in stand gehouden zou worden. In 2001 droeg Boreon BV, een dochteronderneming van Arcadis (voorheen de Heidemaatschappij) het Park 1813 over aan het Landschap Overijssel.

## Het monument Park 1813
Bij de aanleg van het park in 1913 werd een monument ter herinnering aan de onafhankelijkheid van Nederland opgericht. Het monument kreeg de vorm van een liggende leeuw op een voetstuk. In 1934 werd dit monument vervangen door een zittende leeuw op een zuil. Het oude monument was verweerd en door baldadigheid vernield. De stichter van de Oranjebond van Orde jhr. Johan Hora Siccama van de Harkstede had bij zijn overlijden in 1928 een geldbedrag nagelaten ten behoeve van de oprichting van een nieuw monument. Het nieuwe monument werd gemaakt door de beeldhouwer Gijs Jacobs van den Hof.